# Rashard Griffith
Rashard Nathan Griffith (Chicago, 8 ottobre 1974) è un ex cestista statunitense, professionista in Europa.

## Carriera

Griffith premiato MVP della Coppa Italia 2001

Griffith inizia a giocare stabilmente a pallacanestro all'età di 13 anni. Dopo aver trascorso il periodo liceale alla King High School di Chicago, approda all'Università del Wisconsin-Madison dove rimane per due anni. Si dichiara eleggibile per il draft NBA 1995 e viene scelto dai Milwaukee Bucks al secondo giro (38ª scelta assoluta). Nonostante ciò, la sua carriera non si svilupperà mai in NBA.
Nel 1995 approda in Turchia al Tofaş Bursa. Al suo secondo anno con il club, la squadra arriva alle finali della Coppa Korać 1996-1997 contro l'Aris Salonicco, nelle quali Griffith mette a referto 19 punti e 14 rimbalzi nella gara di andata vinta 66-77 e 7 punti e 9 rimbalzi nella gara di ritorno persa 70-88.
In vista della stagione 1997-98 passa al Maccabi Tel Aviv, con cui vince il titolo nazionale e la Coppa di Israele. In Eurolega, invece, il cammino dei gialloblu si interrompe agli ottavi di finale contro la Fortitudo Bologna.
Nell'agosto del 1998 si libera dal Maccabi per tornare a far parte del suo precedente club, il Tofaş Bursa. Qui è tra i protagonisti di un biennio che vede i biancoblu vincere i primi due campionati turchi della propria storia, oltre a due Coppe di Turchia e una Coppa del Presidente.
Rimasto svincolato dalla mancata iscrizione della società turca, nell'estate del 2000 Griffith si lega alla Virtus Bologna con un contratto biennale. Diventa così il centro titolare della Kinder (questa la sponsorizzazione dell'epoca) capace di vincere a fine stagione il Grande Slam con una rosa che annoverava, tra gli altri, Emanuel Ginóbili, Marko Jarić, Antoine Rigaudeau e Matjaž Smodiš. In campionato, vinto con un secco 3-0 in finale alla Fortitudo Bologna, Griffith viaggia a 13 punti e 8,4 rimbalzi di media. In Eurolega, conquistata dopo un 3-2 al TAU Vitoria, contribuisce con 13,9 punti e 8,7 rimbalzi. Oltre a ciò, ad aprile la squadra aveva vinto anche la Coppa Italia, competizione in cui Griffith viene eletto miglior giocatore di quell'edizione.
La stagione 2001-02 della Virtus si rivela piuttosto travagliata. Griffith rimane fuori per tre mesi da dicembre a marzo per via di una lesione al tricipite surale, ma nella partita del suo ritorno in campo la squadra perde di 33 punti sul campo di Pesaro. In settimana il tecnico Ettore Messina viene prima esonerato e poi reintegrato a seguito di fortissime proteste della piazza. Griffith chiude la regular season di campionato con 8,4 punti e 6,3 rimbalzi in 22,3 minuti di utilizzo medio. L'unico trofeo virtussino di quell'annata è il bis in Coppa Italia, ottenuto a febbraio quando Griffith era infortunato. Nel frattempo, nel finale di stagione, l'agente di Griffith esterna pubblicamente quelli che fin lì sarebbero stati alcuni mancati pagamenti da parte della società, mentre successivamente il patron Madrigali critica apertamente il rendimento stagionale di Griffith. Si consuma così il divorzio con la società felsinea.
La carriera di Griffith continua nella Liga ACB spagnola con l'ingaggio da parte del TAU Vitoria. Nel corso della stagione egli è vittima di vari infortuni, tra cui alcuni problemi al ginocchio e un'operazione al piede, oltre a gastroenterite e sinusite. In regular season totalizza 18 partite mettendo a segno 7,7 punti e 5,4 rimbalzi a gara in 24 minuti, ai play-off invece i baschi escono ai quarti di finale contro Málaga con Griffith che in quelle cinque partite vede ulteriormente scendere le sue cifre a 4,6 punti e 2,6 rimbalzi in 20 minuti di media. In Eurolega la squadra esce alle Top 16, in Coppa del Re giunge invece fino alla finale dove perde 78-84 contro il Barcellona con Griffith assente per infortunio.
Nel 2003-04 torna a giocare in Italia, messo sotto contratto dalla Virtus Roma. Le sue cifre nella capitale parlano di 6,7 punti e 6,1 rimbalzi di media in 26 presenze. La sua ultima partita giocata è la nona giornata del girone di ritorno.
Nel settembre del 2004 firma un contratto di due mesi con il Tenerife per sostituire inizialmente l'infortunato Ashraf Amaya, finendo poi per essere confermato per l'intera stagione. Rispetto alle precedenti parentesi migliora leggermente le proprie cifre con 7,2 punti e 8 rimbalzi a partita, ma la squadra si classifica al penultimo posto e retrocede nella seconda serie.
Dopo una breve parentesi ai Capitanes de Arecibo, con cui vince il campionato portoricano, Griffith fa ritorno in Spagna per trascorrere la stagione 2005-2006 nella seconda serie nazionale con la maglia del Calpe: qui in regular season mette a referto 8,4 punti e 6 rimbalzi in 22 minuti, cifre che scendono a 4 punti e 3 rimbalzi in 12 minuti di media nelle tre partite dei play-out perse contro il Ciudad de Huelva che condannano il club alla retrocessione in terza serie. Tra il febbraio e l'aprile del 2007 Griffith gioca 13 partite con il Pınar Karşıyaka nella massima serie turca.
L'ultima squadra della sua carriera è il Ploiești, con sede nell'omonima cittadina rumena. Inizialmente nel 2007 firma un contratto annuale, tuttavia vi continua a militare fino al 2010 vincendo nel frattempo tre titoli nazionali e due coppe.

## Palmarès

### Squadra
- Campionato israeliano: 1

Maccabi Tel Aviv: 1997-98
- Campionato turco: 2

Tofaş: 1998-99, 1999-2000
- Campionato italiano: 1

Virtus Bologna: 2000-01
- Campionato portoricano: 1

Capitanes de Arecibo: 2005
- Campionato rumeno: 3

Asesoft Ploiești: 2007-08, 2008-09, 2009-10
- Coppa di Israele: 1

Maccabi Tel Aviv: 1997-98
- Coppa di Turchia: 2

Tofaş: 1998-1999, 1999-2000
- Coppa Italia: 1

Virtus Bologna: 2001
- Coppa di Romania: 2

Asesoft Ploiești: 2008, 2009
- Eurolega: 1

Virtus Bologna: 2000-01

### Individuale
- McDonald's All-American Game: 1993
- Miglior centro del campionato turco: 1

Tofaş: 1999-2000
- MVP Coppa Italia Serie A: 1

Virtus Bologna: 2001
- All-Euroleague Second Team: 1

Virtus Bologna: 2000-01